# Saint-Genis-les-Ollières
Saint-Genis-les-Ollières település Franciaországban, Métropole de Lyon különleges státuszú nagyvárosban (métropole: nagyjából „megyei jogú város”). Lakosainak száma 5370 fő (2022. január 1.). Saint-Genis-les-Ollières Sainte-Consorce, Craponne, Grézieu-la-Varenne és Tassin-la-Demi-Lune községekkel határos.

## Népesség
A település népessége az elmúlt években az alábbi módon változott:
| Lakosok száma | 4569 | 4774 | 4965 | 4984 | 5036 | 5158 | 5229 | 5300 | 5370 |
|               | 2013 | 2015 | 2016 | 2017 | 2018 | 2019 | 2020 | 2021 | 2022 |